# Forțele Armate Britanice

Forțele Armate Britanice (în engleză British Armed Forces sau His/Her Majesty's Armed Forces) sunt formate din Marina Regală, Armata Britanică și forțele aeriene ale Regatului Unit.